# Южен пилонос
Южен пилонос (Pristiophorus cirratus) е вид хрущялна риба от семейство Пилоносови (Pristiophoridae).

## Разпространение и местообитание
Разпространен е в Австралия.